# 克莱里-圣安德烈
克莱里-圣安德烈（法語：Cléry-Saint-André，法語發音：[kleʁi sɛ̃.t‿ɑ̃dʁe]）是法国卢瓦雷省的一个市镇，位于该省西南部，属于奥尔良区。该市镇于1801年由原市镇克莱里（Cléry）和圣安德烈（Saint-André）合并而成，合并后的新市镇名称仍为“克莱里”，直到1918年才更名为今天的“克莱里-圣安德烈”（Cléry-Saint-André）。

## 地理
克莱里-圣安德烈（47°49'16"N, 1°45'24"E）面积18.13 平方千米，位于法国中央-卢瓦尔河谷大区卢瓦雷省，该省份为法国中北部省份，北起埃松省，西北接厄尔-卢瓦省，西南接卢瓦-谢尔省，南至涅夫勒省和谢尔省，东临约讷省，东北接塞纳-马恩省。
与克莱里-圣安德烈接壤的市镇（或旧市镇、城区）包括：马罗欧普雷、德里、茹伊勒波捷、梅济耶尔莱克莱里。

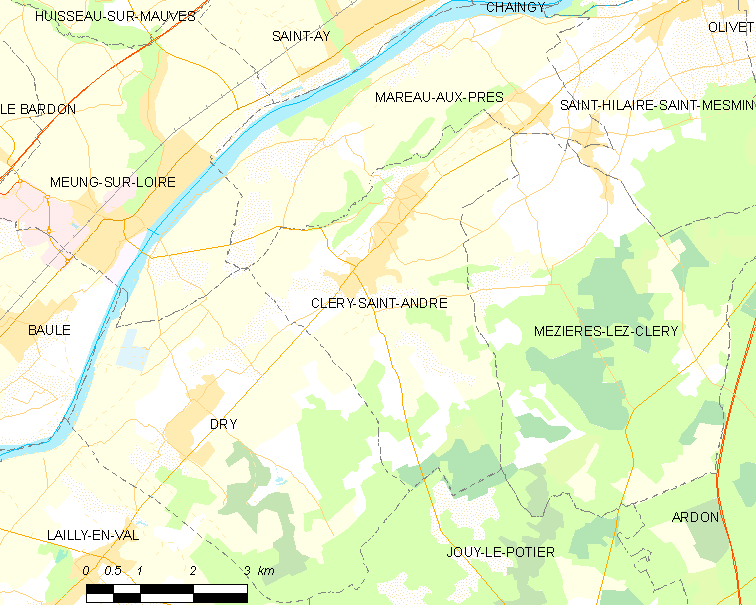
克莱里-圣安德烈的OSM定位图

克莱里-圣安德烈的时区为UTC+01:00、UTC+02:00（夏令时）。

## 行政
克莱里-圣安德烈的邮政编码为45370，INSEE市镇编码为45098。

## 政治
克莱里-圣安德烈所属的省级选区为博让西县。

## 人口

1962-2008年间克莱里-圣安德烈人口变化图示

克莱里-圣安德烈于2022年1月1日时的人口数量为3540人。